# Peyzac-le-Moustier
Peyzac-le-Moustier é uma comuna francesa na região administrativa da Nova Aquitânia, no departamento Dordonha. Estende-se por uma área de 9,75 km². Em 2010 a comuna tinha 183 habitantes (densidade: 18,8 hab./km²).